# Le Rostand

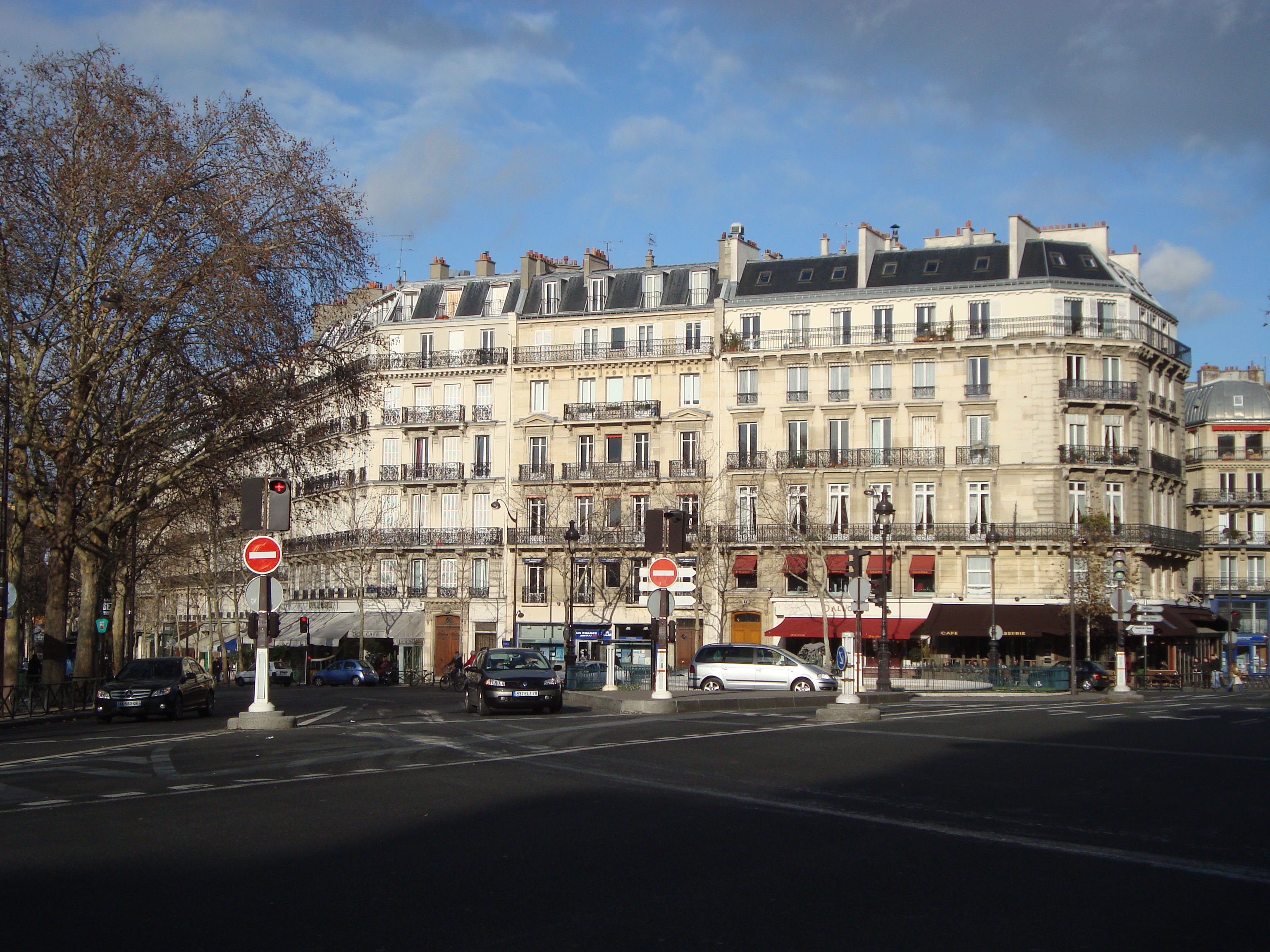
Vue de la place Edmond Rostand. On aperçoit le café sur la gauche, derrière le panneau « Sens interdit »

Le Rostand est un café littéraire parisien situé dans le quartier de l'Odéon (6e arrondissement), en face du Jardin du Luxembourg. Son nom rappelle Edmond Rostand, écrivain français, ayant également donné son nom à la place où il est situé.
Fréquenté par des étudiants, des professeurs, des auteurs, des éditeurs, son activité littéraire se traduit également par l'attribution d'un prix littéraire.
Plusieurs films et séries y ont été tournés, tels que Paris, je t'aime, avec Gérard Depardieu.
Début 2017, Ismail Kadaré, grand écrivain albanais et professeur à la Sorbonne, a publié "Matinées au Café Rostand", un recueil sur sa vie parisienne, célébrant la capitale et ses cafés mythiques.

## Desserte par les transports en commun
La place Edmond Rostand est desservie par le RER B par la gare du Luxembourg.